# Uaru
Uaru és un gènere de peixos pertanyent a la família dels cíclids que es troba a Sud-amèrica: rius  Negro i Orinoco.
El gènere inclou dues espècies.
- Uaru amphiacanthoides (Heckel, 1840)
- Uaru fernandezyepezi (Stawikowski, 1989)[5][6][7][8][9][10]